# 르로클
르로클(프랑스어: Le Locle)은 스위스 뇌샤텔주에 위치한 도시로, 라쇼드퐁에서 몇 킬로미터 떨어진 곳에 위치해 있다. 쥐라산맥과 접하며 인근에 있는 도시로 스위스에서 세 번째로 작은 도시이다(스위스에서는 도시로 간주되기 위해 10,000명 이상의 주민이 필요하다). 스위스 시계 산업의 중심지로 르로클은 1600년대로 거슬러 올라가는 뿌리를 가진 스위스 워치메이킹의 중심지로 알려져 있다. 지자체는 후자의 회사가 제네바로 이전하기 전에 파브르 뤼바(Favre-Leuba), 미도(Mido), 조디악(Zodiac), 티쏘(Tissot), 율리스 나르딘(Ulysse Nardin), 제니스(Zenith), 몽블랑(Montblanc), 세르티나(Certina) 및 유니버셜 제네브(Universal Genève)와 같은 제조업체의 본거지였다. 워치메이킹에 관한 이 도시의 역사는 세계 최고의 시계 박물관 중 하나인 르로클 시계박물관(Musée d'Horlogerie du Locle), 몽성(Monts Castle)에 기록되어 있다. 도시 북쪽 언덕에 있는 19세기 시골 저택에 있다. 도심에서 서쪽으로 약 1km 떨어진 동굴에서 복원된 역사적인 지하 공장(곡물 공장, 오일 공장, 제재소)을 볼 수 있다.
마을의 이름은 호수 또는 트루 두(trou d'eau)라는 단어에서 파생되었다.

## 역사
르로클은 1332년에 dou Locle로 처음 언급되었다.

### 선사시대
인간 정착의 가장 초기 흔적은 중석기 시대(기원전 6000-5000년) 말에 콜데로슈의 은신처에서 찾아볼 수 있다. 이 사이트에는 뇌샤텔주에서 발견된 가장 오래된 도자기와 많은 도구, 매머드와 사슴의 어금니, 멧돼지 뼈가 포함되어 있다. 대피소는 1926년 세관 공무원에 의해 발견되었으며, 스위스에서 연구된 최초의 장소였다.
그러나 기원전 4000년과 중세 사이에는 르 로클 지역에 대해 알려진 것이 없다.

### 중세시대
1150년에 르 로클이 건설될 계곡은 르노와 발랑장이 퐁텐앙드레 수도원에 양도했다. 1360년, 발랑장의 영주인 아르베르크의 요한 2세는 뇌샤텔의 백작 루이로부터 르로클을 영지로 접수했다. 르로클 주변의 쥐라산맥의 울창한 숲이 우거진 부분은 나중에 자유농의 지위를 받은 식민지 개척자들에 의해 개간되었다. 이 최초의 자유농은 1372년에 그들의 권리와 자유를 명시한 헌장을 받았다. 15세기 초에 이 헌장은 Mairie 설립 당시 재확인되었다. 또는 마을 정부. 르로끌의 주민들은 그들이 계속 경작하고 세금을 내는 한 그들이 개간한 땅을 소유할 권리가 주어졌다. 봉건 영주는 산에 정착을 장려하기 위해 이러한 자유를 부여했다. 14세기부터 르로클과 라산(La Sagne)은 함께 교구를 형성했다. 1351년 르로클에 있는 막달라 마리아 교회가 세워졌다.
국경을 넘는 분쟁이 증가하자 1476년 르로클은 베른과 방어 동맹을 맺었다.
1502년, 르로클의 37명이 ‘발랑장의 시민’이라는 칭호를 얻기 위해 1,780파운드를 지불할 기회를 얻었다. 이 시민들은 지역 사회를 이끌고 자신의 시장과 집행관을 선택할 수 있는 특권을 가졌다.

### 근세
도시의 랜드마크인 막달라 마리아 교회의 탑은 16세기 초에 세워졌다. 탑이 지어진 지 몇 년 후인 1536년에 르로클은 개신교로 개종했다. 이 오래된 교회는 18세기 중반에 재건되었다. 독일 교회는 1844년에 지어졌다가 1967년에 철거되었다. 천주교 예배당은 1861년에 지어졌다.

## 지리

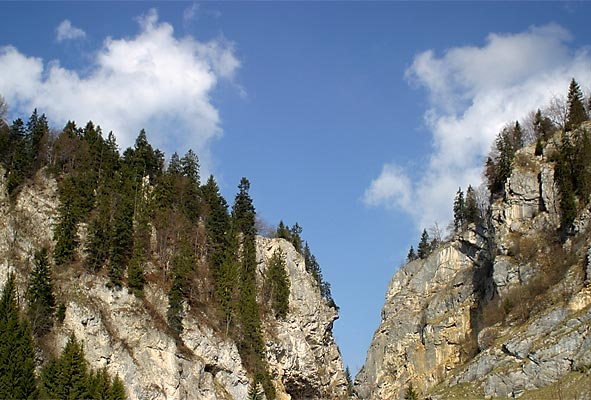
꼴데로슈 협곡

르로클은 프랑스와 스위스의 국경을 이루는 콜데로슈의 스위스 쪽에 위치해 있다.
르로클의 면적(2004/09 조사 기준)은 34.69k㎡이다. 이 면적 중 12.41k㎡ (53.6%)가 농업용으로 사용되는 반면 6.91k㎡ (29.9%)는 산림이다. 나머지 토지 중 3.69k㎡ (15.9%)가 정착지(건물 또는 도로)이고 0.05k㎡ (0.2%)가 불모지이다.
건축면적 중 공업용 건물이 전체 면적의 1.4%, 주택 및 건물이 7.7%, 교통 기반 시설이 4.7%를 차지했다. 공원, 녹지대, 운동장이 1.3%를 차지했다. 숲이 우거진 토지 중 전체 토지의 26.7%는 숲이 우거져 있고 3.2%는 과수원이나 작은 나무 군락으로 덮여 있다. 농경지 중 0.0%는 작물 재배에 사용되며, 33.8%는 목초지, 19.6%는 고산 목초지에 사용된다.
르로클구의 이전 수도는 2018년에 폐지될 때까지 946m의 고도에 있다.
2021년 1월 1일 레브레네의 이전 시정촌이 르로클 시로 합병되었다.

## 인구통계

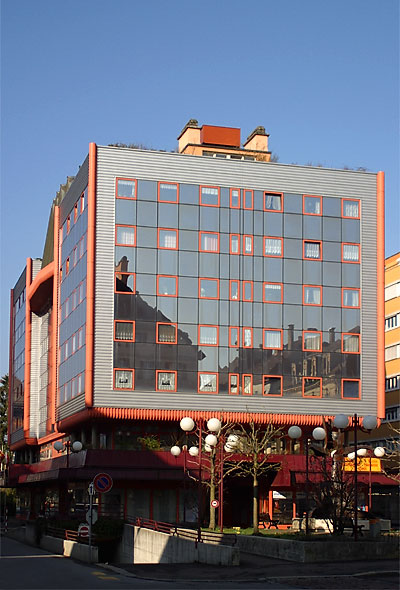
르로클에 있는 트루아 흐와

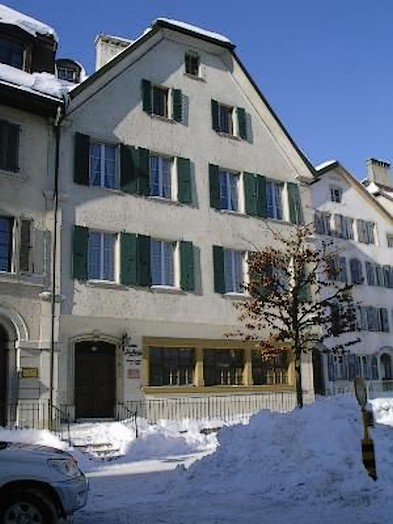
르로클의 뒤부아 저택

르로클의 인구(2020년 12월 기준)는 9,864명이다. 2008년 기준으로 인구의 26.0%가 거주하는 외국인이다. 지난 10년(2000-2010년) 동안 인구는 -2.8%의 비율로 변화했다. 이주로 인해 0%의 비율로, 출생 및 사망으로 인해 -2.2%의 비율로 변경되었다.
2000년 기준, 인구 대부분인 9,264명(88.0%)이 프랑스어를 모국어로 사용하고, 이탈리아어가 423명(4.0%)으로 두 번째로 많이 사용하고, 독일어가 203명(1.9%)으로 세 번째로 사용된다. 로만슈어를 구사하는 사람은 6명이 있었다.
2008년 기준으로 인구는 남성 49.2%, 여성 50.8%이다. 인구는 3,593명의 스위스 남성(인구의 35.7%)과 1,354명(13.5%)의 비스위스계 남성으로 구성되었다. 스위스 여성은 3949명(39.3%), 비스위스계 여성은 1156명(11.5%)이었다. 시정촌 인구 중 3,884명(약 36.9%)이 2000년에 르로끌에서 태어나 그곳에서 살았다. 같은 주에서 태어난 1,882명(17.9%)이 있었고, 다른 곳에서 태어난 1,576명(15.0%)이 있었다. 스위스, 2,639명(25.1%)이 스위스 밖에서 태어났다.
2000년 기준으로 아동·청소년(0~19세)이 22.5%, 성인(20~64세)이 56.8%, 노인(64세 이상)이 20.7%를 차지하고 있다.
2000년 기준으로 시정촌에 미혼이거나, 독신인 사람은 3,891명이다. 기혼자는 5,133명, 미망인은 867명, 이혼한 사람은 638명이었다.
2000년 기준으로 시정촌의 개인가구는 4,713세대로 가구당 평균 2.1명이다. 1인 가구는 1787가구, 5인 이상 가구는 229가구였다. 2000 년에는 총 4,584가구(전체의 81.3%)가 상설 임대되었고, 391가구(6.9%)는 계절적 임대, 663가구(11.8%)는 공실이었다. 2009년 기준 신규주택 건설률은 인구 1000명당 0.1세대였다. 2010년 시정촌 공실률은 5.71%였다.
역사적 인구는 다음 차트에 나와 있다:

### 종교

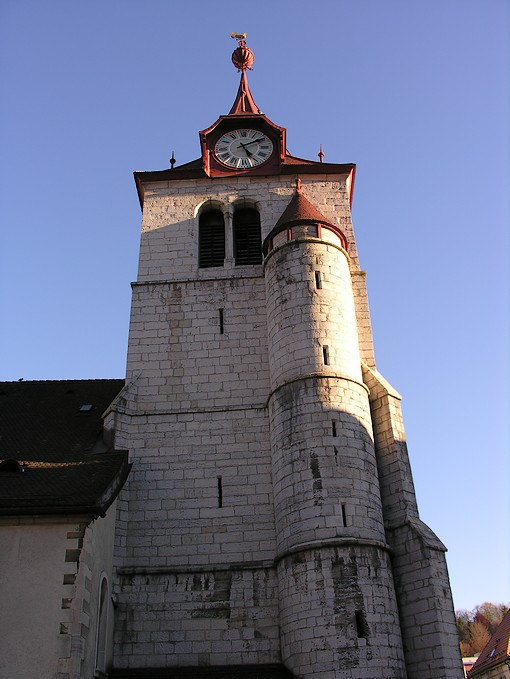
르로클의 개신교 교회

2000년 인구 조사에서 로마 가톨릭 신자는 3,582명(34.0%)이었고, 스위스 개혁 교회는 3,140명(29.8%) 이었다. 나머지 인구 중 정교회 교인은 56명(인구의 약 0.53%), 크리스찬 가톨릭 교회 교인은 27명(인구의 약 0.26%)이었다. 다른 기독교 교회에 속한 개인은 677명(6.43%)이었고, 이슬람교도는 329명(인구의 약 3.12%) 이었다. 불교도 27명, 힌두교 1명 그리고 다른 교회에 소속된 8명의 개인이 있었다. 2,415명(인구의 약 22.94%)은 교회에 속하지 않고 불가지론자 또는 무신론자이며, 599명(인구의 약 5.69%)이 질문에 대답하지 않았다.

## 경제
2010년 기준 르로클의 실업률은 7.6%이다. 2008년 현재 1차 경제 부문에 95명이 고용되어 있으며, 이 부문에 약 38개 기업이 참여하고 있다. 5,355명이 2차 부문에 고용되었고, 이 부문에 196개의 기업이 있었다. 2,409명이 3차 부문에 고용되었으며, 이 부문에는 300개의 기업이 있다. 시정촌 주민은 4,855명으로 일정 정도 고용되었으며, 그중 여성이 전체 노동력의 44.0%를 차지했다.
2008년에 정규직에 상응하는 총 일자리 수는 7,160개였다. 1차 부문의 일자리 수는 71개였으며, 그중 49개는 농업, 17개는 임업 또는 목재 생산, 5개는 어업 또는 어업이었다. 2차 부문의 일자리 수는 5,141개였으며, 그중 4,944개(96.2%)가 제조, 1개는 광업, 150개(2.9%)는 건설에 있었다. 3차 부문의 일자리는 1,948개였다. 3차 부문에서 591개(30.3%)는 도소매 또는 자동차 수리업, 79개(4.1%)는 물품의 이동 및 보관, 128개(6.6%)는 호텔 또는 레스토랑, 13개(0.7%)는 정보 산업에 종사했다. 58개(3.0%)가 보험 또는 금융 산업, 94개(4.8%)가 기술 전문가 또는 과학자, 349 또는 17.9%가 교육, 409개(21.0%)가 의료 분야였다.
2000년 기준 시읍면으로 출퇴근하는 근로자는 4,232명, 출퇴근자는 1,877명이었다. 지자체는 근로자의 순수입 지자체이며, 1명이 전출될 때마다 약 2.3명의 근로자가 지자체에 전입한다. 르로클에 들어오는 인력의 약 26.2%는 스위스 외부에서 오고, 현지인 중 0.2%는 일을 위해 스위스에서 출퇴근한다. 근로 인구의 13.7%가 출퇴근을 위해 대중교통을 이용했고, 59.6%가 자가용을 이용했다.

## 교육
르로클에서는 인구의 약 3,445명(32.7%)이 비필수 고등교육을 이수했으며, 1,035명(9.8%)이 추가 고등교육( 대학 또는 응용학문대학)을 마쳤다. 고등교육을 마친 1,035명 중 55.7%가 스위스 남성, 22.1%가 스위스 여성, 15.6%가 비스위스계 남성, 6.7%가 비스위스계 여성이었다.
뇌샤텔주의 대부분의 지자체는 2년의 비필수 유치원을 제공 하고 5년의 의무 초등교육을 제공한다. 다음 4년 동안의 의무 중등 교육은 13개의 더 큰 중등학교에서 제공되며, 많은 학생들이 이 학교에 다니기 위해 거주하는 지자체를 여행한다. 2010년도~ 2011학년도 동안 르로클에는 총 185명의 학생이 있는 10개의 유치원 수업이 있었다. 같은 해에 31개의 초등반이 있었고, 총 564명의 학생이 있었다.
2000년 기준으로 르로끌에는 다른 지자체에서 온 학생이 622명, 시외 학교에 다니는 주민이 250명이었다.
르 로클은 시립 도서관 르 로클 도서관이 있는 곳이다.

## 유네스코 세계유산
라쇼드퐁와 마찬가지로 르로클은 시계 제조 및 수출 덕분에 살아남을 수 있었다. 시계 제조 산업은 17세기에 독학으로 시계 제작자인 다니엘 장 리처드(Daniel Jean Richard)에 의해 르로클에 도입되었으며, 그는 이 지역의 농부들이 긴 겨울 동안 그를 위해 시계 부품 제조를 시작하도록 독려했다. 20세기에는 정밀 기계 산업이 추가되었다.
시계 제조 도시인 르로클과 라쇼드퐁은 탁월한 보편적 가치로 유네스코로부터 공동으로 인정을 받았다.
고도(약 1,000m)와 물 부족(지하의 다공성 석회암)으로 인해 토지는 농업에 적합하지 않다. 계획과 건물은 합리적인 조직에 대한 시계 장인의 요구를 반영한다. 그들은 19세기 초에 대규모 화재 후에 재건되었다.
주거용 주택과 작업장이 뒤섞인 평행선의 개방형 계획을 따라 그들의 도시 계획은 17세기로 거슬러 올라가는 지역 시계 제조 문화의 요구를 반영하며, 오늘날에도 여전히 살아 있다. 두 도시는 여전히 잘 보존되고 활동적인 단일 산업 제조 도시의 뛰어난 예를 보여준다. 그들의 도시 계획은 가내 산업의 장인 생산에서 19세기 후반과 20세기의 보다 집중된 공장 생산으로의 전환을 수용했다.
칼 마르크스는 자본론에서 라쇼드퐁을 “거대한 공장 도시”로 묘사했으며, 그곳에서 그는 쥐라의 시계 제작 산업에서 분업을 분석했다.
베른 구시가지, 래티셰 철도, 장크트갈렌 수도원 및 수녀원과 함께 세계유산으로 지정된 10번째 스위스 유적지이다.

## 교통
르로클에는 여러 기차역이 있다. 주요 노선은 뇌샤텔– 르로클-콜데로슈 노선의 르로클역이며, 라쇼드퐁 및 뇌샤텔까지 자주 운행된다.